# Liste der Nummer-eins-Hits in Italien (1975)
Diese Liste der Nummer-eins-Hits basiert auf den Charts des italienischen Musikmagazins Musica e dischi im Jahr 1975. Es gab in diesem Jahr je zehn Nummer-eins-Singles und -Alben.

## Singles
| ← 1974 ← | Liste der Nummer-eins-Hits in Italien (M&D) | Liste der Nummer-eins-Hits in Italien (M&D) | Liste der Nummer-eins-Hits in Italien (M&D)                                                   | 1976 → |
| \| Zeitraum \| Wo. ges. \| Interpret \| Titel Autor(en) \| Zusätzliche Informationen \| \| (Zeitraum, Wochen auf Platz eins, Interpret, Titel, Autor[en], zusätzliche Informationen) \| \| \| \| \| \| ----------------------------------------------------------------------------------------- \| -------- \| --------------------- \| --------------------------------------------------------------------------------------------- \| ------------------------------------------------------------------------------------------------------------------------------------------------------------------------------------------------------------------------------------------------------------------------------------------------------------ \| \| 52. Woche 1974 – 4. Woche 1975 6 Wochen (insgesamt 6) \| 6 \| Cochi e Renato \| E la vita, la vita Renato Pozzetto, Enzo Jannacci \| Mit der Schlussmelodie der Musikshow Canzonissima 1974 schaffte es das Komikerduo, das die Fernsehshow auch moderierte, an die Spitze der Charts. Komoderatorin Raffaella Carrà gelang mit dem Eröffnungssong Felicità ta ta hingegen nur ein zweiter Platz. \| \| 5.–12. Woche 8 Wochen \| 8 \| Wess & Dori Ghezzi \| Un corpo e un’anima Luigi Albertelli, Lubiak, Damiano Dattoli, Umberto Tozzi \| Das Lied holte in der Pop-Kategorie der Show Canzonissima 1974 den ersten Platz. Das Duo vertrat Italien nach diesem Erfolg auch beim Eurovision Song Contest 1975, allerdings mit einem anderen Lied. \| \| 13.–14. Woche 2 Wochen \| 2 \| Carl Douglas \| Kung Fu Fighting Carl Douglas \| – \| \| 15. Woche 1 Woche \| 1 \| Barry White \| You’re the First, the Last, My Everything Barry White, Anthony Sepe, Peter Sterling Radcliffe \| – \| \| 16.–24. Woche 9 Wochen \| 9 \| Domenico Modugno \| Piange… il telefono Claude François, Jean-Pierre Bourtayre, Frank Thomas, Domenico Modugno \| Mit einer Coverversion des französischen Liedes Le télephone pleure aus dem Vorjahr, das von Claude François und der jungen Frédérique Barkoff gesungen wurde, sicherte sich Modugno ein weiteres Mal die Spitzenposition der Singlecharts. Auf der Aufnahme ist auch die junge Francesca Guadagno zu hören. \| \| 25.–27. Woche 3 Wochen \| 3 \| Mal \| Parlami d’amore Mariù Cesare Andrea Bixio, Ennio Neri \| Das Lied wurde 1932 erstmals von Vittorio De Sica interpretiert und zog eine Vielzahl von Coverversionen nach sich. \| \| 28.–32. Woche 5 Wochen \| 5 \| Il Guardiano del Faro \| Amore grande, amore libero Arfemo \| Der Mailänder Musiker mit dem bürgerlichen Namen Federico Monti Arduini (Autorenpseudonym: Arfemo) gewann mit diesem Lied 1975 den Wettbewerb Un disco per l’estate. \| \| 33. Woche 1 Woche \| 1 \| Claudia Mori \| Buonasera dottore Paolo Limiti, Shel Shapiro \| – \| \| 34.–47. Woche 14 Wochen \| 14 \| Claudio Baglioni \| Sabato pomeriggio Claudio Baglioni, Antonio Coggio \| – \| \| 48. Woche 1975 – 1. Woche 1976 6 Wochen \| 6 \| Goblin \| Profondo rosso Massimo Morante, Claudio Simonetti, Fabio Pignatelli, Walter Martino \| Der Titelsong des Dario-Argento-Films Rosso – Farbe des Todes brachte der italienischen Progressive-Rock-Band ihren ersten und einzigen Nummer-eins-Hit ein. \| |                                             |                                             |                                                                                               | |
| ← 1974 |                                             |                                             |                                                                                               | → 1976 → |
| Zeitraum | Wo. ges.                                    | Interpret                                   | Titel Autor(en)                                                                               | Zusätzliche Informationen |
| (Zeitraum, Wochen auf Platz eins, Interpret, Titel, Autor[en], zusätzliche Informationen) |                                             |                                             |                                                                                               | |
| 52. Woche 1974 – 4. Woche 1975 6 Wochen (insgesamt 6) | 6                                           | Cochi e Renato                              | E la vita, la vita Renato Pozzetto, Enzo Jannacci                                             | Mit der Schlussmelodie der Musikshow Canzonissima 1974 schaffte es das Komikerduo, das die Fernsehshow auch moderierte, an die Spitze der Charts. Komoderatorin Raffaella Carrà gelang mit dem Eröffnungssong Felicità ta ta hingegen nur ein zweiter Platz.                                                 |
| 5.–12. Woche 8 Wochen | 8                                           | Wess & Dori Ghezzi                          | Un corpo e un’anima Luigi Albertelli, Lubiak, Damiano Dattoli, Umberto Tozzi                  | Das Lied holte in der Pop-Kategorie der Show Canzonissima 1974 den ersten Platz. Das Duo vertrat Italien nach diesem Erfolg auch beim Eurovision Song Contest 1975, allerdings mit einem anderen Lied. |
| 13.–14. Woche 2 Wochen | 2                                           | Carl Douglas                                | Kung Fu Fighting Carl Douglas                                                                 | – |
| 15. Woche 1 Woche | 1                                           | Barry White                                 | You’re the First, the Last, My Everything Barry White, Anthony Sepe, Peter Sterling Radcliffe | – |
| 16.–24. Woche 9 Wochen | 9                                           | Domenico Modugno                            | Piange… il telefono Claude François, Jean-Pierre Bourtayre, Frank Thomas, Domenico Modugno    | Mit einer Coverversion des französischen Liedes Le télephone pleure aus dem Vorjahr, das von Claude François und der jungen Frédérique Barkoff gesungen wurde, sicherte sich Modugno ein weiteres Mal die Spitzenposition der Singlecharts. Auf der Aufnahme ist auch die junge Francesca Guadagno zu hören. |
| 25.–27. Woche 3 Wochen | 3                                           | Mal                                         | Parlami d’amore Mariù Cesare Andrea Bixio, Ennio Neri                                         | Das Lied wurde 1932 erstmals von Vittorio De Sica interpretiert und zog eine Vielzahl von Coverversionen nach sich. |
| 28.–32. Woche 5 Wochen | 5                                           | Il Guardiano del Faro                       | Amore grande, amore libero Arfemo                                                             | Der Mailänder Musiker mit dem bürgerlichen Namen Federico Monti Arduini (Autorenpseudonym: Arfemo) gewann mit diesem Lied 1975 den Wettbewerb Un disco per l’estate. |
| 33. Woche 1 Woche | 1                                           | Claudia Mori                                | Buonasera dottore Paolo Limiti, Shel Shapiro                                                  | – |
| 34.–47. Woche 14 Wochen | 14                                          | Claudio Baglioni                            | Sabato pomeriggio Claudio Baglioni, Antonio Coggio                                            | – |
| 48. Woche 1975 – 1. Woche 1976 6 Wochen | 6                                           | Goblin                                      | Profondo rosso Massimo Morante, Claudio Simonetti, Fabio Pignatelli, Walter Martino           | Der Titelsong des Dario-Argento-Films Rosso – Farbe des Todes brachte der italienischen Progressive-Rock-Band ihren ersten und einzigen Nummer-eins-Hit ein. |

## Alben
| ← 1974 ← | Liste der Nummer-eins-Alben in Italien (M&D) | Liste der Nummer-eins-Alben in Italien (M&D) | Liste der Nummer-eins-Alben in Italien (M&D) | 1976 →                    |
| \| Zeitraum \| Wo. ges. \| Interpret \| Titel \| Zusätzliche Informationen \| \| (Zeitraum, Wochen auf Platz eins, Interpret, Titel, zusätzliche Informationen) \| \| \| \| \| \| ------------------------------------------------------------------------------ \| -------- \| ------------------ \| ---------------------------------- \| ------------------------- \| \| 53. Woche 1974 – 4. Woche 1975 5 Wochen (insgesamt 5) \| 5 \| Cochi e Renato \| E la vita, la vita \| – \| \| 5.–6. Woche 2 Wochen (insgesamt 6) \| 6 \| Barry White \| Can’t Get Enough \| – \| \| 7.–9. Woche 3 Wochen \| 3 \| James Last \| In Concert \| – \| \| 10.–13. Woche 4 Wochen \| 4 \| Lucio Battisti \| Anima latina \| – \| \| 14. Woche 1 Woche \| 1 \| Fausto Papetti \| XIX raccolta \| – \| \| 15.–18. Woche 4 Wochen (insgesamt 6) \| 6 \| Barry White \| Can’t Get Enough \| – \| \| 19.–31. Woche 13 Wochen \| 13 \| Barry White \| Just Another Way to Say I Love You \| – \| \| 32.–34. Woche 3 Wochen \| 3 \| Fausto Papetti \| XX raccolta \| – \| \| 35.–40. Woche 6 Wochen (insgesamt 8) \| 8 \| Claudio Baglioni \| Sabato pomeriggio \| – \| \| 41. Woche 1 Woche \| 1 \| Riccardo Cocciante \| L’alba \| – \| \| 42.–43. Woche 2 Wochen (insgesamt 8) \| 8 \| Claudio Baglioni \| Sabato pomeriggio \| – \| \| 44. Woche 1975 – 2. Woche 1976 11 Wochen (insgesamt 14) \| 14 \| Pink Floyd \| Wish You Were Here \| – \| |                                              |                                              |                                              |                           |
| ← 1974 |                                              |                                              |                                              | → 1976 →                  |
| Zeitraum | Wo. ges.                                     | Interpret                                    | Titel                                        | Zusätzliche Informationen |
| (Zeitraum, Wochen auf Platz eins, Interpret, Titel, zusätzliche Informationen) |                                              |                                              |                                              |                           |
| 53. Woche 1974 – 4. Woche 1975 5 Wochen (insgesamt 5) | 5                                            | Cochi e Renato                               | E la vita, la vita                           | –                         |
| 5.–6. Woche 2 Wochen (insgesamt 6) | 6                                            | Barry White                                  | Can’t Get Enough                             | –                         |
| 7.–9. Woche 3 Wochen | 3                                            | James Last                                   | In Concert                                   | –                         |
| 10.–13. Woche 4 Wochen | 4                                            | Lucio Battisti                               | Anima latina                                 | –                         |
| 14. Woche 1 Woche | 1                                            | Fausto Papetti                               | XIX raccolta                                 | –                         |
| 15.–18. Woche 4 Wochen (insgesamt 6) | 6                                            | Barry White                                  | Can’t Get Enough                             | –                         |
| 19.–31. Woche 13 Wochen | 13                                           | Barry White                                  | Just Another Way to Say I Love You           | –                         |
| 32.–34. Woche 3 Wochen | 3                                            | Fausto Papetti                               | XX raccolta                                  | –                         |
| 35.–40. Woche 6 Wochen (insgesamt 8) | 8                                            | Claudio Baglioni                             | Sabato pomeriggio                            | –                         |
| 41. Woche 1 Woche | 1                                            | Riccardo Cocciante                           | L’alba                                       | –                         |
| 42.–43. Woche 2 Wochen (insgesamt 8) | 8                                            | Claudio Baglioni                             | Sabato pomeriggio                            | –                         |
| 44. Woche 1975 – 2. Woche 1976 11 Wochen (insgesamt 14) | 14                                           | Pink Floyd                                   | Wish You Were Here                           | –                         |

## Jahreshitparaden
| ← 1974 ← | Liste der Jahres-Nummer-eins-Hits in Italien (M&D) | Liste der Jahres-Nummer-eins-Hits in Italien (M&D) | Liste der Jahres-Nummer-eins-Hits in Italien (M&D) | 1976 →   |
| \| Singles \| Position# \| Alben \| \| ----------------------------------------------------------------------------------------------------------- \| --------- \| ---------------------------------------------- \| \| L’importante è finire Mina \| 1 \| Profondo rosso Goblin \| \| Sabato pomeriggio Claudio Baglioni Claudio Baglioni, Antonio Coggio \| 2 \| Rimmel Francesco De Gregori \| \| Piange… il telefono Domenico Modugno Claude François, Jean-Pierre Bourtayre, Frank Thomas, Domenico Modugno \| 3 \| Just Another Way to Say I Love You Barry White \| \| Tornerò I Santo California Claudio Natili, Ignazio Polizzy, Marcello Ramoino \| 4 \| XIX raccolta Fausto Papetti \| \| You’re the First, the Last, My Everything Barry White Barry White, Anthony Sepe, Peter Sterling Radcliffe \| 5 \| Can’t Get Enough Barry White \| \| Buonasera dottore Claudia Mori Paolo Limiti, Shel Shapiro \| 6 \| Fabrizio De André vol. VIII Fabrizio De André \| \| Kung Fu Fighting Carl Douglas \| 7 \| In Concert James Last \| \| El Bimbo Bimbo Jet Claude Morgan \| 8 \| Yuppi du Adriano Celentano \| \| L’alba Riccardo Cocciante Marco Luberti, Riccardo Cocciante \| 9 \| Anima latina Lucio Battisti \| \| Un corpo e un’anima Wess & Dori Ghezzi Luigi Albertelli, Lubiak, Damiano Dattoli, Umberto Tozzi \| 10 \| Sabato pomeriggio Claudio Baglioni \| |                                                    |                                                    |                                                    |          |
| ← 1974 |                                                    |                                                    |                                                    | → 1976 → |
| Singles | Position#                                          | Alben                                              |                                                    |          |
| L’importante è finire Mina | 1                                                  | Profondo rosso Goblin                              |                                                    |          |
| Sabato pomeriggio Claudio Baglioni Claudio Baglioni, Antonio Coggio | 2                                                  | Rimmel Francesco De Gregori                        |                                                    |          |
| Piange… il telefono Domenico Modugno Claude François, Jean-Pierre Bourtayre, Frank Thomas, Domenico Modugno | 3                                                  | Just Another Way to Say I Love You Barry White     |                                                    |          |
| Tornerò I Santo California Claudio Natili, Ignazio Polizzy, Marcello Ramoino | 4                                                  | XIX raccolta Fausto Papetti                        |                                                    |          |
| You’re the First, the Last, My Everything Barry White Barry White, Anthony Sepe, Peter Sterling Radcliffe | 5                                                  | Can’t Get Enough Barry White                       |                                                    |          |
| Buonasera dottore Claudia Mori Paolo Limiti, Shel Shapiro | 6                                                  | Fabrizio De André vol. VIII Fabrizio De André      |                                                    |          |
| Kung Fu Fighting Carl Douglas | 7                                                  | In Concert James Last                              |                                                    |          |
| El Bimbo Bimbo Jet Claude Morgan | 8                                                  | Yuppi du Adriano Celentano                         |                                                    |          |
| L’alba Riccardo Cocciante Marco Luberti, Riccardo Cocciante | 9                                                  | Anima latina Lucio Battisti                        |                                                    |          |
| Un corpo e un’anima Wess & Dori Ghezzi Luigi Albertelli, Lubiak, Damiano Dattoli, Umberto Tozzi | 10                                                 | Sabato pomeriggio Claudio Baglioni                 |                                                    |          |